# José Bonifácio de Campos Ferraz

Armas do barão de Monte-mor.

José Bonifácio de Campos Ferraz, primeiro e único Barão de Monte-mor, (Campinas, 6 de março de 1815 — 8 de novembro de 1884) foi um proprietário rural e nobre brasileiro.
Filho do Barão de Cascalho, teve dez irmãos, dentre eles o Barão de Porto Feliz. Em sua cidade natal foi responsável pela construção da igreja da Nossa Senhora da Boa Morte, anexa à Santa Casa de Misericórdia.
Casou-se em 9 de abril de 1839, em Campinas, com sua prima-irmã Francisca de Paula Andrade (1819 — 2 de setembro de 1880), filha de sua tia materna Joaquina de Campos Camargo com o sargento-mor Elisiário de Camargo Andrade, cuja irmã, Francisca de Paula Camargo, era a Baronesa de Itatiba. O casal não teve filhos.
Dom Pedro II conferiu-lhe o o título de barão em 22 de julho de 1874.